# Усов (Оренбургская область)
У́сов — посёлок в Первомайском районе Оренбургской области, входит в состав Уральского сельсовета.

## География
Посёлок находится на расстоянии примерно 31 км (по прямой) к юго-востоку от посёлка Первомайский, административного центра района.

### Часовой пояс
Посёлок Усов, как и вся Оренбургская область, находится в часовой зоне МСК+2. Смещение применяемого времени относительно UTC составляет +5:00.

## История
Назван по фамилии первопоселенца. В советское время в посёлке работала сельхозартель имени Чапаева, после — отделение совхоза «Уральский».

## Население
| 2010 |
| ---- |
| 217  |

### Национальный состав
Согласно результатам переписи 2002 года, в национальной структуре населения русские составляли 66 % из 291 чел.